# Christian Kipfer
Pour les articles homonymes, voir Kipfer.
Christian Kipfer (né le 19 décembre 1921 et mort en 2009) est un gymnaste suisse.

## Palmarès

### Jeux olympiques
- Londres 1948
  -  Médaille d'argent au concours par équipes.
  -  Médaille de bronze aux barres parallèles[1].